# Still Feel Gone
Still Feel Gone es el segundo álbum de estudio de la banda estadounidense de los pioneros del country alternativo Uncle Tupelo, lanzado originalmente a través de Rockville Records en 1991 y reeditado en 2003 por Sony Legacy.

## Lista de canciones
- Todas las canciones compuestas por Jay Farrar, Mike Heidorn y Jeff Tweedy, excepto donde se indique lo contrario

1. "Gun" – 3:40
2. "Looking for a Way Out" – 3:40
3. "Fall Down Easy" – 3:08
4. "Nothing" – 2:16
5. "Still Be Around" – 2:44
6. "Watch Me Fall" – 2:12
7. "Punch Drunk" – 2:43
8. "Postcard" – 3:38
9. "D. Boon" – 2:32
10. "True to Life" – 2:22
11. "Cold Shoulder" – 3:15
12. "Discarded" – 2:42
13. "If That's Alright" – 3:12

Pistas adicionales de la reedición de 2003
1. Sauget Wind (Farrar) – 3:31
2. "I Wanna Destroy You" (Robyn Hitchcock) – 2:30
3. "Watch Me Fall" (versión demo) – 2:08
4. "Looking for a Way Out" (demo - versión rápida) – 2:03
5. "If That's Alright" (demo - versión rápida acústica) – 3:03

- Pistas 16, 17 y 18 inéditas hasta la fecha.

## Personal
Uncle Tupelo
- Jay Farrar - banjo, guitarra, armónica, mandolina, voz, compositor
- Jeff Tweedy - bajo, guitarra, voz, compositor
- Michael Heidorn - batería, compositor

Personal adicional
- Chris Bess - acordeón, piano
- Rich Gilbert - optigan
- Brian Henneman - guitarra
- Paul Q. Kolderie - ingeniería, productor
- Gary Louris - guitarra, compositor
- Sean Slade - ingeniero, órgano, piano, productor, compositor
- Terry Witt - fotografía